# Erwin (Dakota del Sud)
Erwin è un comune degli Stati Uniti d'America, situato in Dakota del Sud, nella contea di Kingsbury.